# Clarence Kelly
Clarence James Kelly FSSPV (ur. 1941, zm. 2 grudnia 2023) – amerykański biskup sedewakantystyczny, przełożony generalny Bractwa Świętego Piusa V.
Wyświęcony na księdza 13 kwietnia 1973 r. w Ecône przez abpa Marcela Lefebvra. W 1983 roku z grupą dziewięciu księży opuścił FSSPX i założył Bractwo Świętego Piusa V.
Na biskupa został konsekrowany 19 października 1993 w Kalifornii przez bpa Alfredo Mendez Gonzaleza.